# Барсуков, Михаил Иванович (генерал)
Михаи́л Ива́нович Барсуков (род. 8 ноября 1947, Липецк) — советский и российский государственный и военный деятель. Директор Федеральной службы безопасности Российской Федерации (1995—1996), генерал армии (9 ноября 1995).

## Биография

### Образование
- Осенью 1955 года поступил в Липецкую среднюю школу № 5 имени Героя Советского Союза С. Г. Литаврина; старшие классы оканчивал в 12-й школе Липецка[2].
- Московское высшее общевойсковое командное училище им. Верховного Совета РСФСР (1966—1970)
- Военная академия им. М. В. Фрунзе (1979).

### Карьера
С 1964 года на службе в КГБ, которую проходил в Отдельном Краснознаменном Кремлёвском полку Комендатуры Московского Кремля. Был командиром роты (1973—1975), начальником полковой школы, затем заместителем командира полка, комендантом зданий Правительства, заместителем коменданта Московского Кремля (с 1989 года). 22 августа 1991 года был понятым во время задержания вице-президента СССР Геннадия Янаева по делу ГКЧП.
С 10 декабря 1991 по июнь 1992 года — комендант Московского Кремля. 12 июня 1992 года, сохранив должность коменданта Московского Кремля, назначен начальником Главного управления охраны Российской Федерации (ГУО), созданного на основе Девятого управления КГБ (охрана высших партийных и государственных деятелей).
24 июля 1995 назначен директором ФСБ России.
1 августа 1995 года Указом Президента России введён в число членов Совета безопасности России.
Незадолго до конституционного кризиса, весной 1993 года занимался переводом специальных, армейских и иных силовых структур в оперативное подчинение силам, лояльным президенту России. В частности, под кураторство самого Барсукова перешли Президентский полк, 27-я мотострелковая бригада, части бывшего оперативно-технического управления КГБ, бывших 5-го и 9-го управлений КГБ, а также группы «Альфа» и «Вымпел».
А. С. Куликов в своих мемуарах отмечал: «Те, кто помнят историю восхождения генерала Барсукова к вершинам власти в отечественной контрразведке, часто ставят под сомнение его профессиональные качества. Насколько я знаю, почти вся его служба протекла в Кремле, в тех управлениях КГБ-ФСК-ФСБ, которые отвечают за безопасность первых лиц государства… Некоторые оценивали его назначение на должность директора ФСБ как незаслуженное — устроенное его другом Александром Коржаковым, начальником личной охраны Б. Н. Ельцина, в собственных интересах».
В 1996 году входил в состав Совета по избранию Б. Н. Ельцина Президентом России.
20 июня 1996 года Указом Президента России № 962 освобождён от должности директора ФСБ «в связи с поданным рапортом». Фактическим поводом для увольнения стал скандал в период избирательной кампании по выборам Президента, связанный с задержанием активистов предвыборного штаба Бориса Ельцина Сергея Лисовского и Аркадия Евстафьева с коробкой из-под бумаги фирмы «XEROX». После инцидента ему, а также А. Коржакову и О. Сосковцу не удалось убедить Ельцина в том, что показательная акция с задержанием Лисовского и Евстафьева на выходе из Белого дома была оправданной.
После отставки до сентября 1997 года находился в распоряжении Президента России.
В сентябре 1997 года — ноябре 1998 года являлся начальником службы эксплуатации специальных объектов Администрации Президента России (федеральный резервный антикризисный центр, пункты управления атомными бомбоубежищами, секретными коммуникациями и другие).
С 23 декабря 1998 года до марта 2004 года — начальник Главного управления военной инспекции Аппарата Совета безопасности Российской Федерации. Позднее стал руководителем Межведомственной комиссии по подземным сооружениям Совета безопасности Российской Федерации.
Награждён орденом Красной Звезды, медалями «В ознаменование 100-летия со дня рождения В. И. Ленина», «50 лет Вооружённых Сил СССР», «60 лет Вооружённых Сил СССР», «70 лет Вооружённых Сил СССР», «За безупречную службу» I, II и III степени.
Женат. Сын Игорь, старший лейтенант СВР (покончил с собой 30 октября 1998 года).

### Воинские звания
- генерал-лейтенант (17.09.1992)
- генерал-полковник (13.07.1995)
- генерал армии (09.11.1995)